# Беатрис (Небраска)
Беатрис (енгл. Beatrice) град је у америчкој савезној држави Небраска.

## Демографија
По попису из 2010. године број становника је 12.459, што је 37 (-0,3%) становника мање него 2000. године.
| Група             | 2000.          | 2010.          |
| Белци             | 12.118 (97,0%) | 11.842 (95,0%) |
| Афроамериканци    | 42 (0,3%)      | 62 (0,5%)      |
| Азијати           | 41 (0,3%)      | 73 (0,6%)      |
| Хиспаноамериканци | 120 (1,0%)     | 274 (2,2%)     |
| Укупно            | 12.496         | 12.459         |